# ありあけ (護衛艦・2代)
ありあけ（ローマ字：JS Ariake, DD-109）は、海上自衛隊の護衛艦。むらさめ型護衛艦の9番艦。艦名は 「陰暦十六夜以後、月がまだ空に残っていながら夜が明けようとする頃」（有明）に由来し、この名を受け継ぐ日本の艦艇としては、旧海軍春雨型駆逐艦「有明」、初春型駆逐艦「有明」、ありあけ型護衛艦「ありあけ」に続き4代目に当たる。
本記事は、本艦の艦暦について主に取り扱っているため、性能や装備等の概要についてはむらさめ型護衛艦を参照されたい。

## 艦歴
「ありあけ」は、中期防衛力整備計画に基づく平成9年度計画4,400トン型護衛艦2238号艦として、三菱重工業長崎造船所で1999年5月18日に起工され、2000年10月16日に進水、2002年3月6日に就役し、第2護衛隊群第6護衛隊に編入され佐世保に配備された。
2003年4月10日、テロ対策特別措置法に基づき、護衛艦「こんごう」、補給艦「はまな」とともにインド洋に派遣、同年7月まで任務に従事し、8月22日に帰国した。
2004年5月17日、テロ対策特別措置法に基づき、護衛艦「こんごう」とともにインド洋に派遣、同年8月まで任務に従事し、9月19日に帰国した。
2006年、環太平洋合同演習（RIMPAC）に参加。真珠湾、サンディエゴに寄港する。
2008年3月26日、護衛隊改編により第3護衛隊群第7護衛隊に編入。
2008年11月10日、新テロ特措法に基づく補給支援活動のため補給艦「とわだ」とともに出港、2009年4月27日に帰国した。
2012年9月20日、ウラジオストク港とその周辺海域で実施される日露捜索・救難共同訓練に参加するため出航し同月23日にウラジオストク港に入港、護衛艦「おおよど」と共に同月26日に訓練を実施し、同月29日に帰港した。
2013年7月29日、第16次派遣海賊対処行動水上部隊として護衛艦「せとぎり」とともにソマリア沖へ向けて出航、同年12月まで任務に従事し、2014年1月15日に佐世保に帰港した。
2014年3月13日、第1護衛隊群第5護衛隊に編入。
2016年3月19日から4月27日までの間、護衛艦「せとぎり」、練習潜水艦「おやしお」とともに外洋練習航海（飛行）に参加、4月12日には「せとぎり」と共に海上自衛隊の艦船として初めてベトナム中南部にある要衝カムラン湾に寄港している。
2019年5月23日から28日にかけて護衛艦「あさひ」とともにグアム島周辺海空域において実施される日米豪韓共同訓練（パシフィック・ヴァンガード19-1）に参加する。主要訓練項目は対空戦、対水上戦、対潜戦訓練等。
2020年9月13日、第37次派遣海賊対処行動水上部隊としてソマリア沖・アデン湾に向けて佐世保基地から出港した。同任務に従事中の2021年2月19日、アラビア海北部西方海域においてEU海上部隊（スペイン海軍揚陸艦「ガリシア」）とクロスデッキ、近接運動、戦術運動、写真撮影等の海賊対処共同訓練を実施した。
同年3月17日から18日にかけて、アデン湾においてフランス海軍空母「シャルル・ド・ゴール」、駆逐艦「プロヴァンス」、補給艦「ヴァール」、ベルギー海軍フリゲート「レオポルド1世」と日仏ベルギー共同訓練を、同月19日から20日には米海軍巡洋艦「ポートロイヤル」、強襲揚陸艦「マキンアイランド」、仏海軍空母「シャルル・ド・ゴール」、駆逐艦「プロヴァンス」、「シェバリエ・ポール」、ベルギー海軍フリゲート「レオポルド1世」と日米仏ベルギー共同訓練を実施した。同年4月13日、佐世保基地に帰港した。
2023年5月18日及び19日、太平洋から東シナ海の訓練海空域において、米海軍空母「ニミッツ」、駆逐艦「ウェイン・E・マイヤー」と各種戦術訓練（LINKEX等）の日米共同訓練を実施した。
2024年4月11日から12日にかけて、東シナ海の訓練海空域において実施された日米韓共同訓練に参加した。米海軍からは空母「セオドア・ルーズベルト」、駆逐艦「ダニエル・イノウエ」・「ハワード」・「ラッセル」、P‐8A、韓国海軍からは駆逐艦「ソエ・リュ・ソンニョン」が参加し、各種戦術訓練（LINKEX、海上阻止訓練、捜索救難訓練、対潜戦）及びPHOTOEXを実施した。引き続き4月12日から13日にかけて、東シナ海から四国沖に至る海空域において米海軍空母「セオドア・ルーズベルト」、 駆逐艦「ダニエル・イノウエ」・「ラッセル」、P‐8Aと日米共同訓練を実施した。
同年8月16日、フィリピン東方海域において米海軍揚陸指揮艦「ブルー・リッジ」と日米共同訓練を実施した。訓練項目は各種戦術訓練（LINKEX、戦術運動）及びPHOTOEX。
同年8月18日から8月20日の間、インド太平洋方面派遣（IPD24）第2水上部隊としてパラオ共和国のコロール港に寄港した。19日には同港で実施されたパラオ外交関係樹立30周年記念行事に護衛艦隊司令官、本艦艦長等が参加し、20日にはコロール周辺海域等でパラオ共和国海上保安局巡視船「ケダム」と立入検査訓練、PHOTOEX等の親善訓練を実施した。同年8月23日から9月2日にかけて、グアム島周辺海空域において補給艦「ときわ」、潜水艦（IPD潜水艦部隊）とともに米国主催多国間共同訓練（PACIFIC VANGUARD24）に参加した。米海軍駆逐艦「デューイ」、 補給艦「リチャード・E・バード」、P-8A、EA-18G、韓国海軍駆逐艦「イ・スンシン」、カナダ海軍フリゲート「バンクーバー」が参加し、各種戦術訓練（ミサイル射撃訓練、対潜戦訓練、対水上戦訓練、洋上補給等）、PHOTOEXを実施した。8月31日から9月3日の間は、西太平洋においてカナダ海軍フリゲート「バンクーバー」と日加共同訓練（KAEDEX24）を実施した。訓練項目は各種戦術訓練（対水上戦、対潜戦、対空戦等）、人員交流、PHOTOEX。また、9月6日から9月8日にかけてはティモール海において「バンクーバー」と日加共同訓練（KAEDEX24‐2）を実施した。訓練項目は各種戦術訓練（対水上戦、LINKEX等）、PHOTOEX。
同年9月9日から9月19日にかけて、第51航空隊所属のP‐1哨戒機（IPD24 第2航空部隊）とともにダーウィン及び同周辺海空域において実施された豪海軍主催多国間共同訓練（KAKADU2024）に参加した。本訓練には、豪海軍フリゲート「ワラムンガ」、豪空軍P-8A哨戒機、米海軍駆逐艦「デューイ」をはじめとして、約10か国以上から艦艇、航空機が参加し、各種戦術訓練（対潜戦、対空戦、対水上戦等）を実施した。
同年9月23日から9月27日にかけて、ダーウィン沖からジャワ沖に至る海域において米海軍駆逐艦「デューイ」、オーストラリア海軍フリゲート「スチュアート」と日米豪共同訓練（ノーブル・レイブン24‐4）を実施した。訓練項目は各種戦術訓練（対水上戦、対潜戦、LINKEX、CROSS DECK等）及びPHOTOEX。
同年10月2日から3日にかけて、アンダマン海においてオーストラリ海軍フリゲート「スチュアート」と日豪共同訓練（日豪トライデント24-2）を実施した。訓練項目は各種戦術訓練（戦術運動及びLINKEX）。同年10月7日、ベンガル湾においてインド海軍補給艦「シャクティ」と日印共同訓練を実施した。訓練項目は洋上補給。
同年10月8日から10月18日にかけて、特別警備隊とともにヴィシャカパトナム及び同周辺海空域において実施される日米印豪共同訓練（MALABAR2024）に参加する。参加部隊はほかに米海軍駆逐艦「デューイ」、P‐8A、特殊作戦部隊、インド海軍駆逐艦「デリー」、フリゲート「タバール」、「カドマット」、「カモルタ」、補給艦「シャクティ」、潜水艦、P‐8I、特殊作戦部隊、オーストラリア海軍フリゲート「スチュアート」、特殊作戦部隊、オーストラリア空軍P‐8Aが参加し、訓練項目等は停泊フェーズでは立入検査訓練等、洋上フェーズでは各種戦術訓練（対潜戦、対水上戦、対空戦、対水上・対空訓練射撃等）を実施する。
2025年4月23日から28日にかけて、南西諸島南方から西太平洋の訓練海域において米海軍空母「ニミッツ」、駆逐艦「レナ・サトクリフ・ヒグビー」、「グリッドレイ」、駆逐艦「カーティス・ウィルバー」、「ウェイン・Ｅ・マイヤー」、給油艦「ジョン・ルイス」と日米共同訓練を実施した。
現在、第1護衛隊群第5護衛隊に所属し、定係港は佐世保である。

### 歴代艦長
| 代 | 氏名     | 在任期間               | 出身校・期 | 前職                                 | 後職                                               | 備考                 |
| -- | -------- | ---------------------- | ---------- | ------------------------------------ | -------------------------------------------------- | -------------------- |
| 01 | 菅原貞眞 | 2002.3.6 - 2003.2.19   | 防大20期   | ありあけ艤装員長                     | 艦艇開発隊開発部長                                 |                      |
| 02 | 井元啓人 | 2003.2.20 - 2004.3.30  | 防大21期   | じんつう艦長                         | 海上自衛隊第1術科学校学校教官 兼 研究部員          |                      |
| 03 | 權藤靖彦 | 2004.3.31 - 2005.7.31  | 防大24期   | 防衛大学校訓練部首席指導官           | 大湊海上訓練指導隊副長 兼 指導部長 兼 船務航海科長 |                      |
| 04 | 田邉明彦 | 2005.8.1 - 2007.4.9    | 防大26期   | 自衛艦隊司令部幕僚                   | 横須賀地方総監部管理部人事課                       |                      |
| 05 | 橋野早博 | 2007.4.10 - 2008.8.14  |            | 横須賀地方総監部管理部総務課長       | 防衛研究所所員                                     |                      |
| 06 | 髙田昌樹 | 2008.8.15 - 2010.9.5   | 防大29期   | 大湊地方総監部管理部人事課長         | あきづき艤装員長                                   |                      |
| 07 | 松原 匡  | 2010.9.6 - 2012.7.22   | 防大26期   | 大湊地方総監部管理部人事課長         | 横須賀地方総監部監察官                             |                      |
| 08 | 甲斐義博 | 2012.7.23 - 2014.2.19  | 防大31期   | 護衛艦隊司令部幕僚                   | しらね艦長                                         |                      |
| 09 | 渡邊秀幸 | 2014.2.20 - 2015.3.24  | 防大35期   | 呉海上訓練指導隊                     | 海上訓練指導隊群司令部                             |                      |
| 10 | 黒添洋一 | 2015.3.25 - 2016.4.27  |            | はまな副長                           | 呉地方総監部管理部勤務                             |                      |
| 11 | 西端俊博 | 2016.4.28 - 2017.7.27  | 防大43期   | 護衛艦隊司令部幕僚                   | 海上幕僚監部防衛部装備体系課                       |                      |
| 12 | 朝永裕之 | 2017.7.28 - 2018.9.19  | 防大35期   | 大湊海上訓練指導隊砲雷科長           | 第1音響測定隊                                      |                      |
| 13 | 田中裕昭 | 2018.9.20 - 2020.5.19  | 防大45期   | 第2護衛隊群司令部幕僚                | 海上幕僚監部総務部総務課                           |                      |
| 14 | 江澤斎高 | 2020.5.20 - 2021.11.25 | 防大40期   | 佐世保基地業務隊本部補充部付         | 海上自衛隊幹部学校                                 |                      |
| 15 | 小城賢一 | 2021.11.26 - 2023.5.21 | 防大41期   | 護衛艦隊司令部幕僚 兼 自衛艦隊司令部 |                                                    |                      |
| 16 | 馬詰晃尚 | 2023.5.22 - 2025.4.10  | 防大49期   | 横須賀地方総監部防衛部               | 第3護衛隊群司令部首席幕僚                          | 2025.1.1 1等海佐昇任 |
| 17 | 前園 仁  | 2025.4.11 -            |            |                                      |                                                    |                      |

## ギャラリー

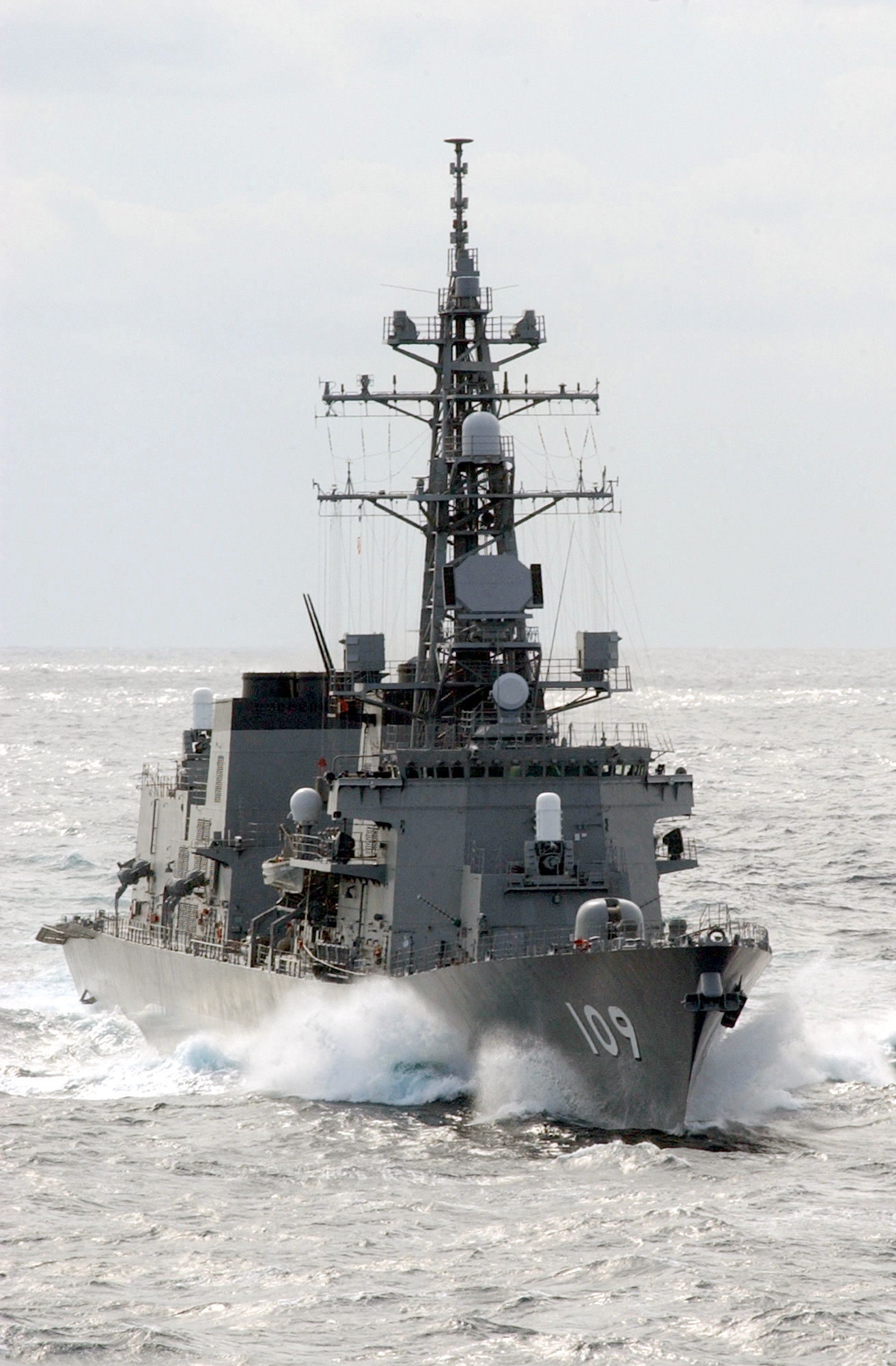
外洋を航行する「ありあけ」
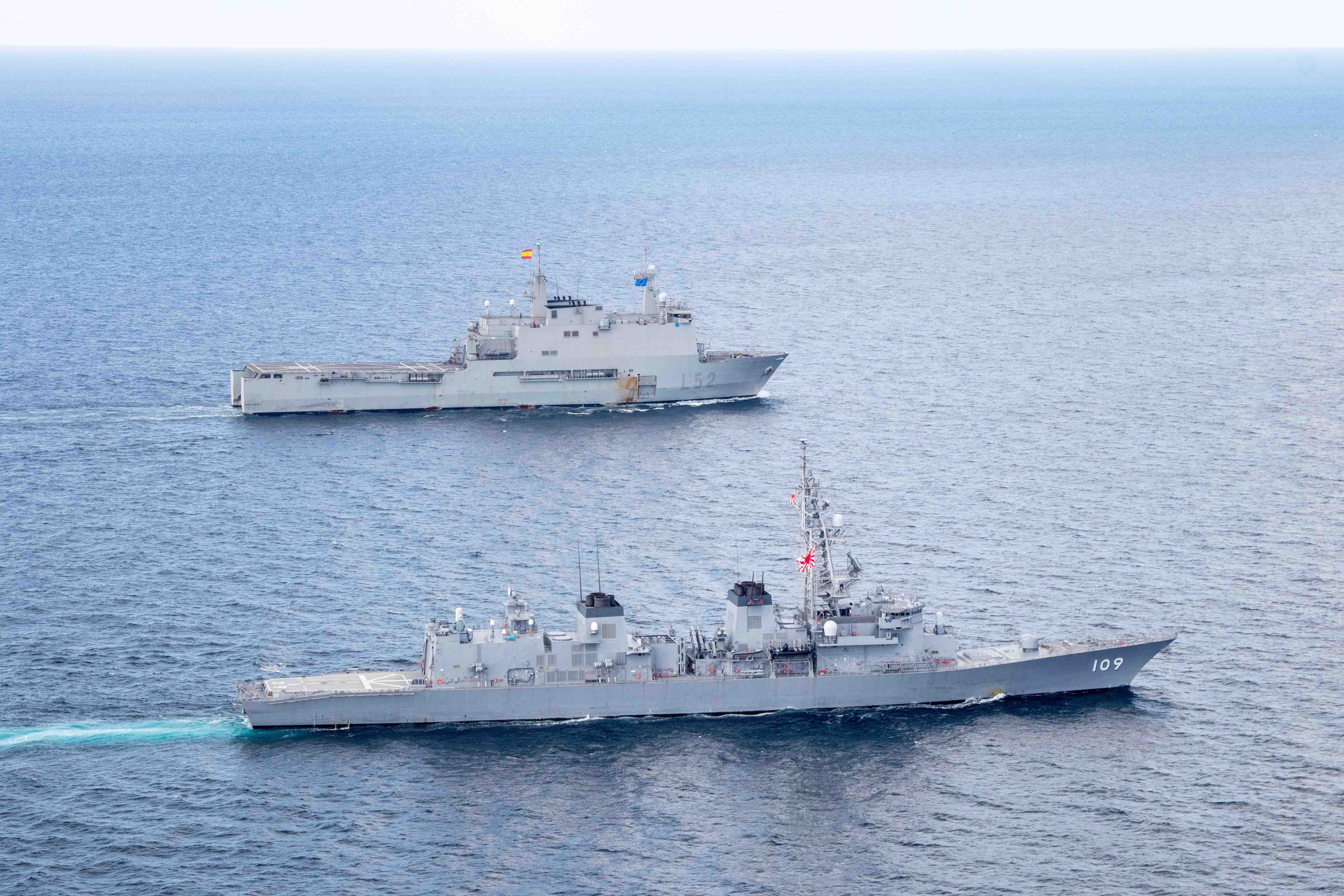
EU海上部隊（スペイン海軍揚陸艦「ガリシア」）との海賊対処共同訓練を実施中の「ありあけ」。
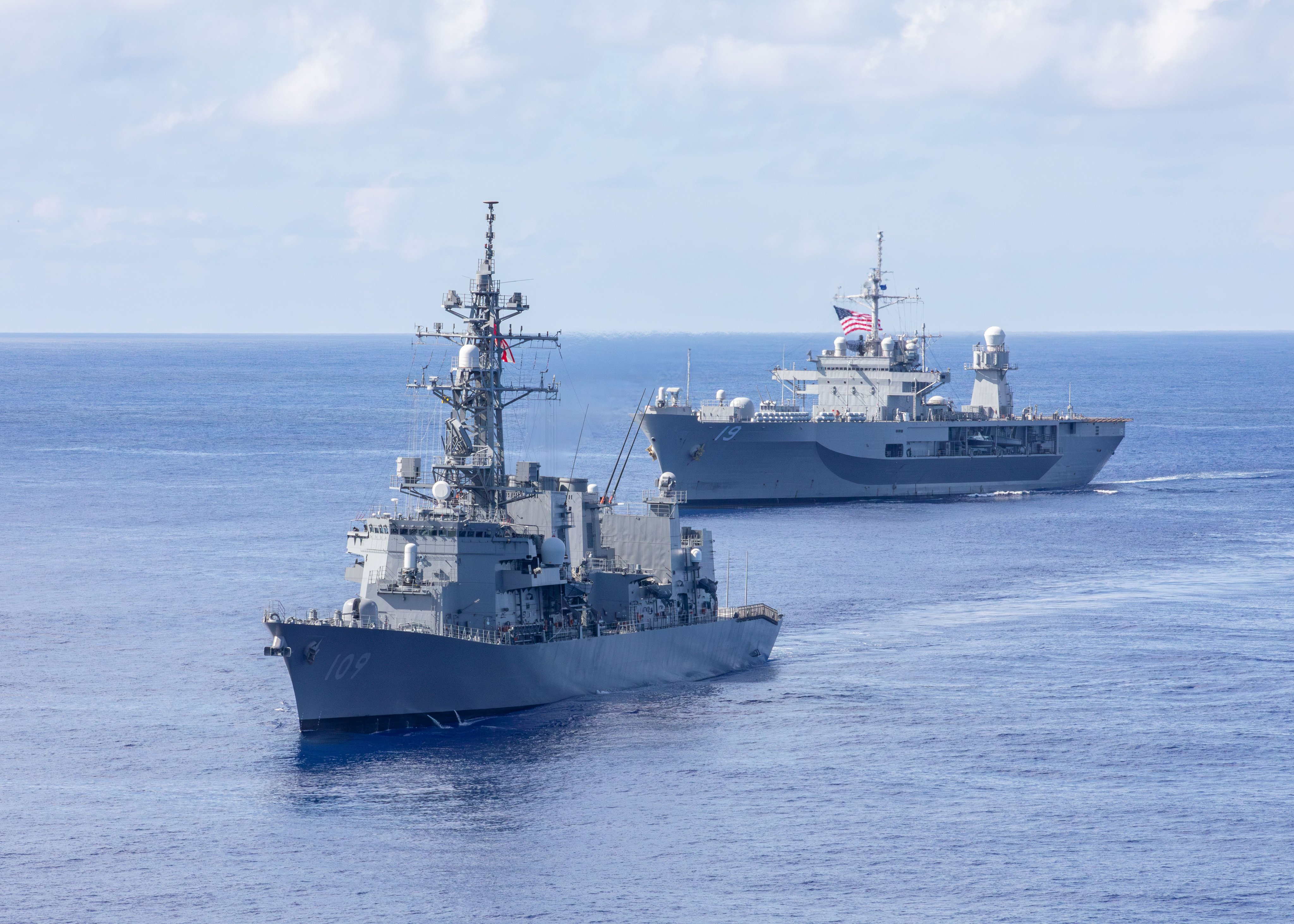
共同訓練を実施中の「ありあけ」と米海軍揚陸指揮艦「ブルー・リッジ」
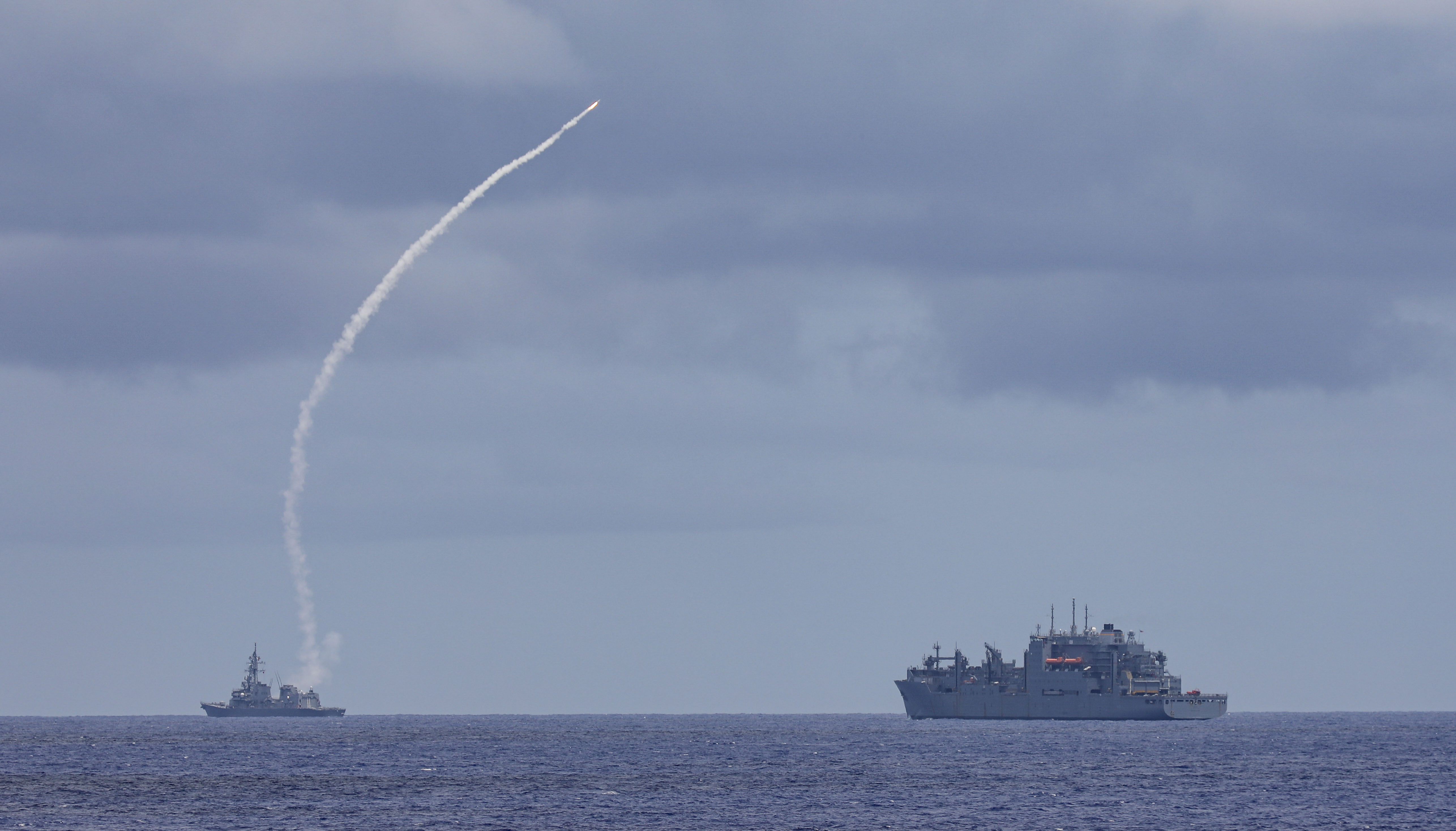
パシフィックバンガード2024でのESSM発射
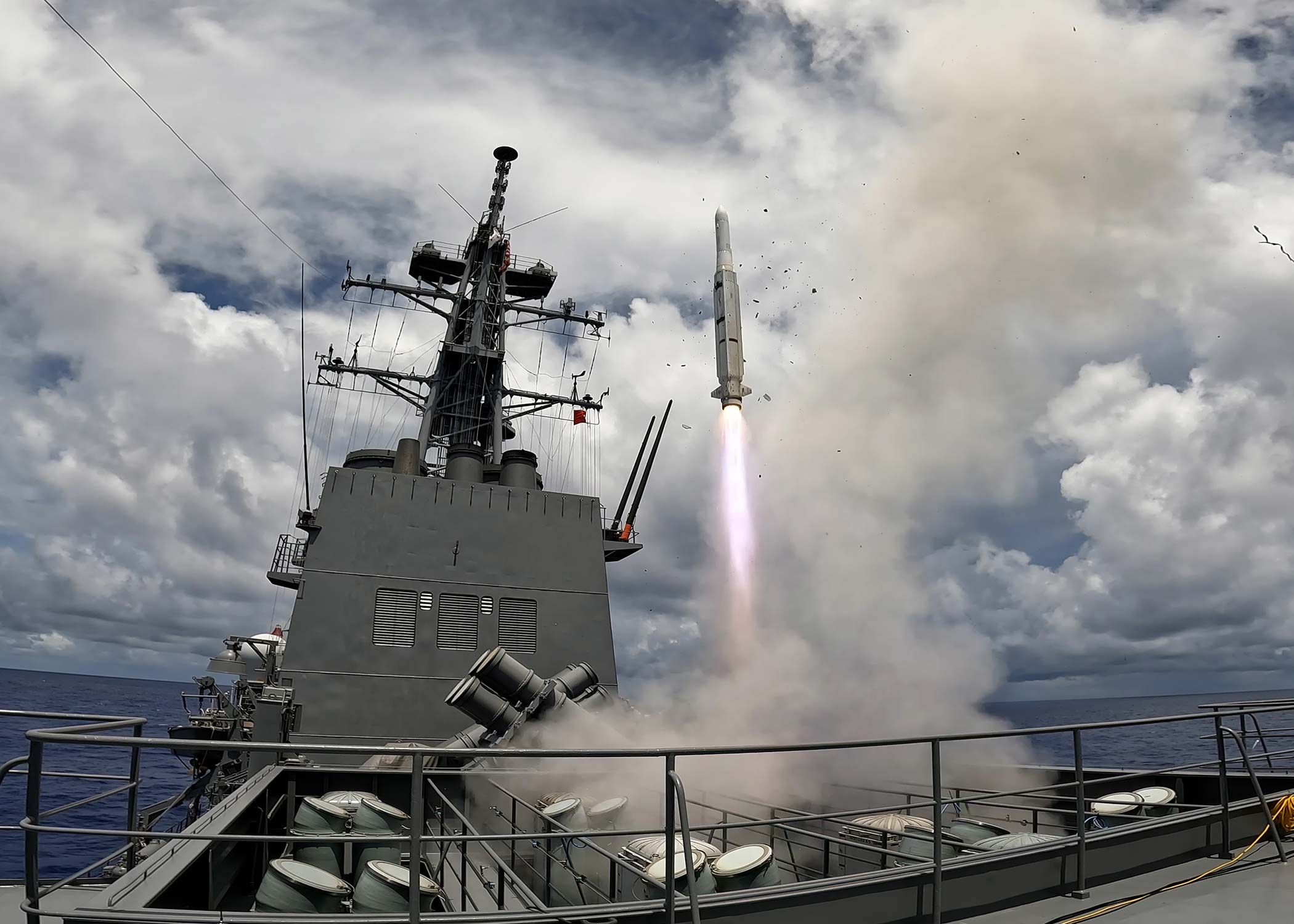
ESSM発射
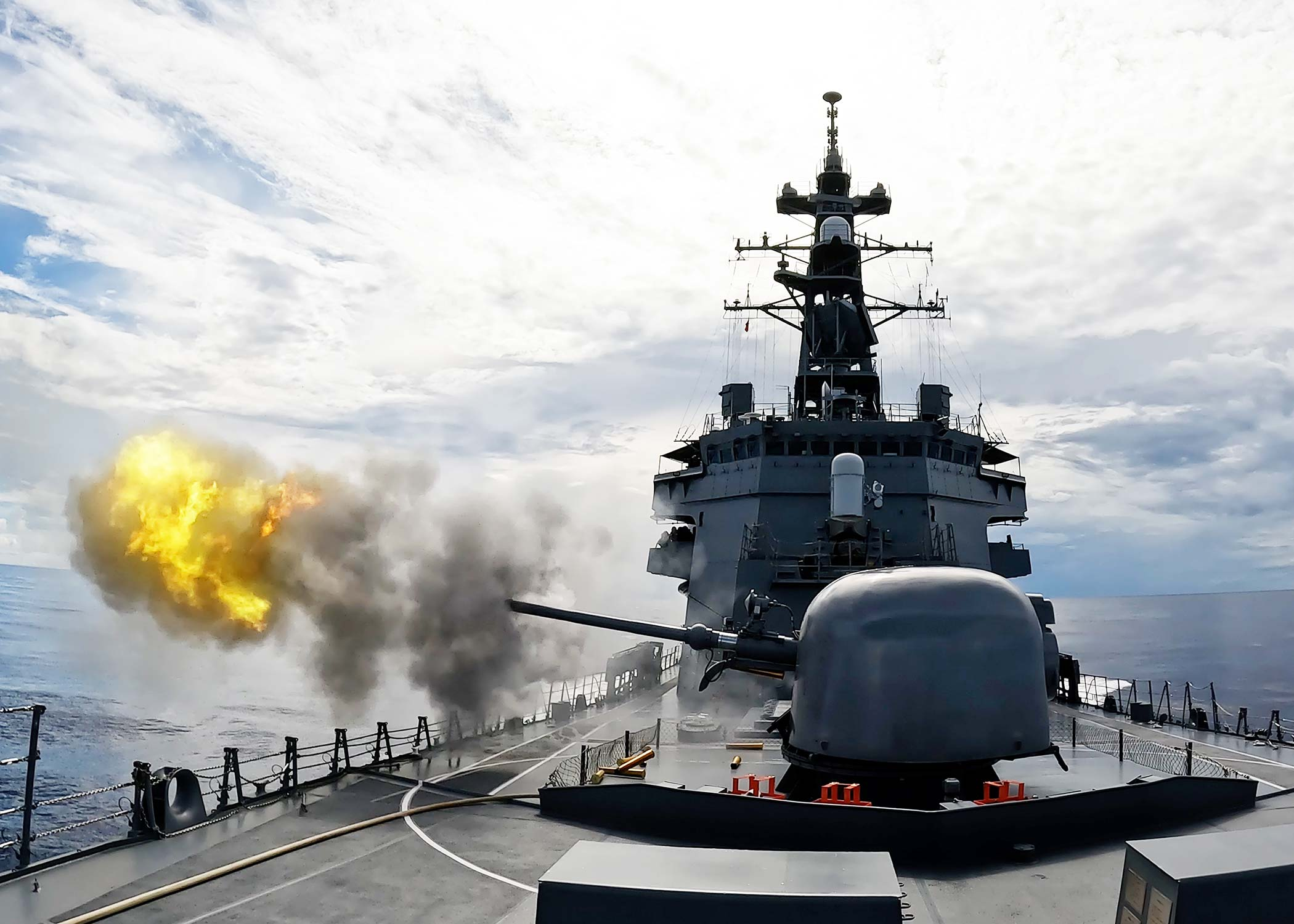
76mm砲射撃
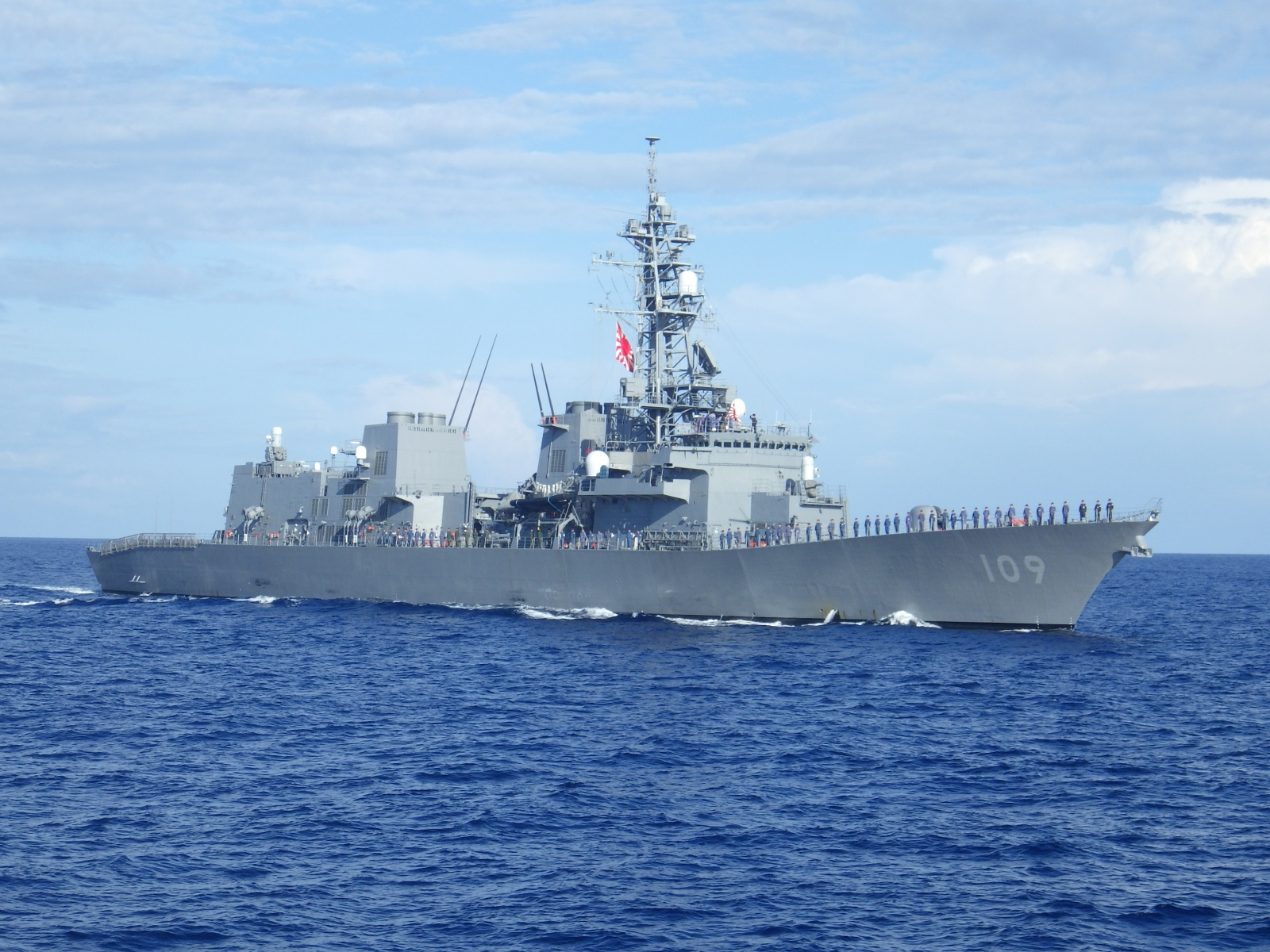
ロービジビリティー塗装となった「ありあけ」